# Peter Lindgren
Peter Lindgren (Stoccolma, 6 marzo 1973) è un chitarrista svedese,  conosciuto per essere stato chitarrista della band progressive metal svedese Opeth.

## Biografia
Si è unito alla band nel 1991 per suonare il basso per un singolo show; però, per via dell'allontanamento degli altri membri, è dovuto rimanere nel gruppo e passare alla chitarra, condividendo i doveri del chitarrista e del compositore con il cantante Mikael Åkerfeldt. Il 17 maggio 2007 Lindgren ha annunciato che avrebbe abbandonato la band, motivando la sua scelta con una perdita di entusiasmo e di stimoli. Sia Lindgren che Åkerfeldt hanno dichiarato che la divisione si è compiuta in buoni rapporti di amicizia.
Negli Opeth, gli assoli di Lindgren si possono sentire nelle canzoni Deliverance dall'album omonimo, e in When, My Arms Your Hearse, e Beneath the Mire da Ghost Reveries. Come viene spiegato nel documentario "The Making of Deliverance and Damnation" contenuto nel live Lamentations, la decisione su a chi affidare la parte della chitarra solista era presa in base alle esigenze di Åkerfeldt alla voce, e anche in base a chi desiderava maggiormente fare un particolare assolo. Se Åkerfeldt aveva dei problemi a fare un assolo, lo passava a Peter, e viceversa.

### Carriera post-musicale
Dopo aver lasciato gli Opeth nel 2007, Peter Lindgren ha intrapreso una nuova carriera nel settore tecnologico. Ha conseguito una laurea in fisica ingegneristica presso il KTH Royal Institute of Technology e una in letteratura all'Università di Stoccolma. Attualmente, lavora come Partner presso Netlight Consulting AB, una società di consulenza IT con sede a Stoccolma. Nel suo ruolo, Lindgren si occupa di sviluppo organizzativo e leadership, condividendo regolarmente approfondimenti su questi temi attraverso il suo profilo LinkedIn. 

## Discografia

### Con gli Opeth
- 1995 - Orchid
- 1996 - Morningrise
- 1998 - My Arms, Your Hearse
- 1999 - Still Life
- 2001 - Blackwater Park
- 2002 - Deliverance
- 2003 - Damnation
- 2005 - Ghost Reveries

## Equipaggiamento
- Paul Reed Smith Custom 24
- Gibson Les Paul Custom 1974
- Gibson SG 1991
- Laney VH100R
- Boss GT-5